# کورت توخولسکی
کورت توخولسکی (به آلمانی: Kurt Tucholsky) (زاده ۹ ژانویه ۱۸۹۰ – درگذشته ۲۱ دسامبر ۱۹۳۵) نویسنده و شاعر و روزنامه‌نگار آلمانی بود.
توخولسکی در آغاز آخرین دههٔ قرن نوزدهم، در آلمان، به دنیا آمد. روزنامه‌نگار و طنزنویس بود و عضو حزب سوسیالیست مستقل آلمان (او اس پ د). پس از به قدرت رسیدن هیتلر و حزب نازی در آلمان، گشتاپو به چند دلیل یهودی، روزنامه‌نگار، سوسیالیست و طنزپرداز بودن (که البته یکی از آن دلایل برای مرگ یا تبعید کافی بود)، تابعیت آلمانی او را لغو و به سوئد تبعیدش کردند. توخولسکی قبل از آن که شاهد جنگ جهانی دوم باشد، در نیمهٔ دههٔ چهارم قرن بیستم، بر اثر خوردن مقداری زیادی داروی ورونال در بیمارستانی در سوئد مرد و برخی معتقد هستند که او خودکشی کرده‌است.

به افتخارش انجمن قلم سوئد بورس تحصیلی‌ای ایجاد کرده‌است که هر ساله به نویسندگان یا ناشرانی که برای نشر آثارشان مورد خشونت قرار گرفته‌اند اهدا می‌شود تاکنون فرج سرکوهی و ناصر زرافشان از ایران این جایزه را دریافت کرده‌اند.

## زندگی

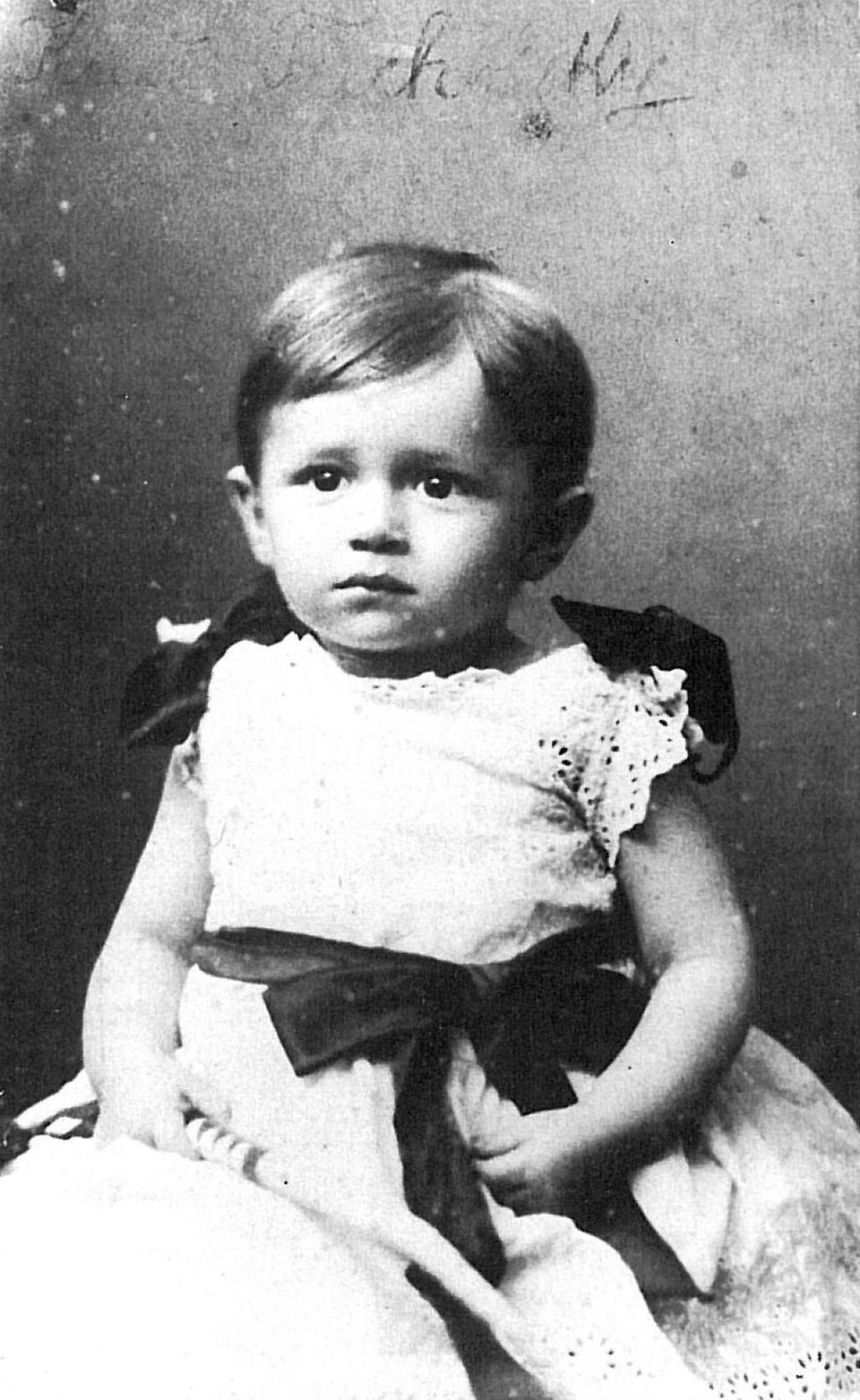
کورت توخولسکی در ۱۸۹۰

کورت توخولسکی در نهم ژانویه ۱۸۹۰ در بخش موآبیت شهر برلین به دنیا آمد. خانواده‌اش یهودی بودند و پدرش الکساندر توخولسکی در برلین حسابدار بانک هندلزگزلشافت بود. بعد از به دنیا آمدن کورت، الکساندر به سرعت ترقی کرد و کورت دوساله بود که به محل مرفه‌نشینی در برلین نقل مکان کردند و سال بعد هم به شهر بندری اشتتین، در شمال اروپا رفتند. در همین شهر بود که کورت سرودن شعر را آغاز کرد، اما سال بعد وقتی کورت ۹ ساله بود پدرش به عنوان رئیس بانک به برلین بازگشت و کورت به دبیرستان مشهوری که فرانسوی‌های پروتستان تأسیس کرده بودند رفت. سال بعد به دبیرستان سلطنتی رفت و سرانجام در ۱۹۰۳ با رتبهٔ معمولی دبیرستان را تمام کرد.
کورت خیلی زود هنگامی که پانزده ساله بود پدرش را از دست داد و تا وقتی بتواند مستقل زندگی کند با مادرش زندگی می‌کرد تا این که به ترغیب عمویش به تحصیل در رشتهٔ حقوق پرداخت. در دوران تحصیل شروع به نوشتن طنز و مقاله‌های انتقادی کرد و بعد از آن که در ۱۹۱۵ تحصیلات دانشگاهی‌اش را در رشتهٔ حقوق به پایان رساند، به‌طور منظم و با نام‌های مستعار در نشریات مختلف به نوشتن پرداخت. با شروع جنگ جهانی اول او به جبهه جنگ اعزام شد.

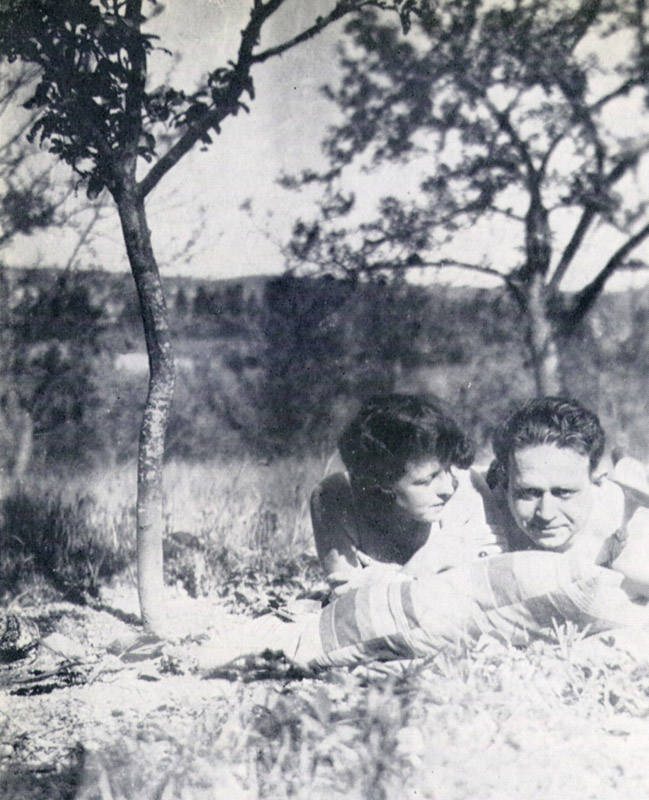
توخولسکی در سوئد

پس از جنگ جهانی اول در ۱۹۱۸ سردبیر مجله‌ای در برلین شد و در ۱۹۲۰ با پزشکی به نام «الزه وایل» ازدواج کرد و همان سال به عضویت حزب سوسیالیست‌های مستقل آلمان درآمد. در ۱۹۲۴ به عنوان خبرنگار مجله‌های ولت‌بونه و فوسیشه به پاریس رفت و در آن جا مدتی زندگی کرد. در همین سال‌ها از همسر اولش جدا شد و با مری گرولد ازدواج کرد. در ۱۹۲۶ ویراستار مجلهٔ ولت‌بونه شد. این مجله قبل از این که توخولسکی ویراستارش شود مجله‌ای در حوزهٔ نقد ادبی تئاتر بود، اما توخولسکی آن را محلی برای بیان نظرات روشنفکران چپ کرد.
از ۱۹۳۲ به مدت چهارده ماه در زوریخ زندگی کرد و در آنجا خبر دستگیری دوستان و آشنایان‌اش به او می‌رسید و برای آن که گشتاپو همسرش را رها کند و جان او در خطر نباشد به‌طور توافقی از یکدیگر جدا شدند. در اکتبر ۱۹۳۳ او را به سوئد تبعید کردند.
توخولسکی سال‌ها مشکل بویایی و چشایی داشت و عمل‌های جراحی متعدد هم نتوانسته بود به بهبودی او کمک کند.

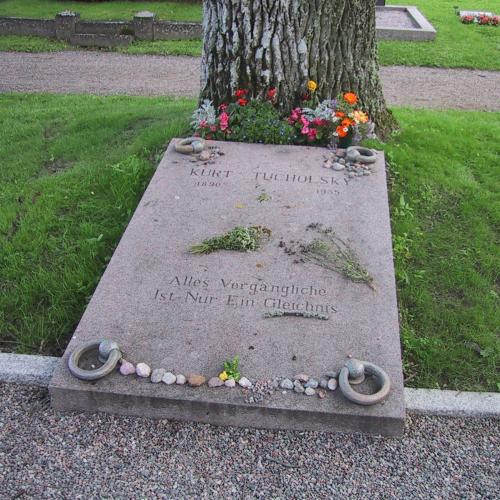

در سوئد دوستش گرترود مه‌یر او را همراهی می‌کرد و کمک‌های او موجب بهبودی نسبی بیماری‌اش شده بود، اما هر روز اخبار مایوس‌کننده‌ای از آلمان نازی به او می‌رسید. در ۲۱ دسامبر ۱۹۳۵ وقتی گرترود به دیدن او رفت، توخولسکی بیهوش بر زمین افتاده بود. طبق مدارک پزشکی ثبت شده او به دلیل خوردن مقدار زیادی داروی ورونال همان شب در بیمارستانی در یوتبوری درگذشت. بسیاری بر این باور بودند که او خودکشی کرده‌است اما مدرک قاطعی که خودکشی را تأیید کند یافت نشد.
خاکستر کورت توخولسکی در زیر درخت بلوطی در قبرستان ماری فرد در سوئد دفن شده‌است. این قبرستان همان گورستانی است که در رمان قصر گریپشهولم توخولسکی توصیف شده‌است.

## جایزهٔ توخولسکی
به افتخار توخولسکی انجمن قلم سوئد بورس تحصیلی‌ای در قالب جایزه‌ای هر سال طی مراسمی اهدا می‌کند.
این جایزه به نویسنده یا ناشری اهدا می‌شود که برای نوشته‌هایش مورد خشونت قرار گرفته باشد یا تهدید شده باشد یا به زندان محکوم شده باشد.
از ایران تاکنون فرج سرکوهی و ناصر زرافشان این جایزه را دریافت کرده‌اند.
- ۱۹۹۴ - فرج سرکوهی
- ۱۹۹۴ - تسلیمه نسرین
- سلمان رشدی
- نورالدین فرح
- آدام زاگایوسکی
- ۱۹۸۸ - شیرکو بی‌کس
- ۲۰۰۶ - ناصر زرافشان

## در زبان فارسی

### نمونه ترجمه
بعضی‌ها هیچ‌وقت نمی‌فهمن. محمدحسین عضدانلو
«تجلیل از یه نفر که تو جنگ کشته شده، یعنی به کشتن دادن سه نفر دیگه تو جنگ بعدی.»
سلام به آینده. ناصر غیاثی.
«چاپلوسی‌ات را بکنم؟ نمی‌توانم. بدیهی است که مسئلهٔ «اتحاد ملل یا اروپای متحد؟» را حل نکرده‌اید. بشریت مسایل‌اش را حل نمی‌کند، فراموش می‌کند. بدیهی است برای زندگی روزمره‌تان سیصد تا ماشین به دردنخور از ما بیشتر دارید، با این وجود درست همان‌قدر دانا و نادانید که ما.»